# Teatro Quirino
Il Teatro Quirino è un teatro di Roma al cui nome storico è stato affiancato il riconoscimento per uno dei più acclamati attori teatrali italiani del XX secolo, Vittorio Gassman. Il nome completo del teatro è, infatti, Teatro Quirino - Vittorio Gassman. Si trova nel rione Trevi. Da luglio 2014 la gestione è passata ad una società privata formata da operatori del settore il cui Amministratore Delegato è Rosario Coppolino; Consulente Artistico  e Guglielmo Ferro.

## Storia
Il teatro Quirino venne costruito nel 1871 per volere del principe Maffeo Barberini Colonna di Sciarra, che decise di affidare il progetto all'architetto Giulio De Angelis, assistito dal collega Francesco Marra (o Morra). Il luogo prescelto era all'interno del palazzo Sciarra Colonna, di proprietà del principe, con ingresso principale da Via del Corso ed esteso sino a ridosso della fontana di Trevi. Approfittando della perdita della città da parte dello Stato Pontificio, l'organizzazione degli spettacoli teatrali non era più soggetta ad alcun tipo di limitazione: il principe Maffeo pensò di costruire uno stabile teatrale pubblico, in modo da avviare un'attività redditizia.
Concepito interamente in legno, venne eretto in una sola giornata. Vi si rappresentavano principalmente pulcinellate ed operette, indirizzate comunque ad un pubblico del ceto medio borghese. Il nome del teatro, Quirino, ricordava la toponomastica e la mitologia di Roma, legandosi al nome del colle (il Quirinale) ed al dio Quirino.
A causa della necessità di creare un'arteria di comunicazione tra via del Corso e fontana di Trevi, nel 1882 si rese necessario lo smantellamento della struttura lignea e la ricostruzione, in muratura, del teatro a pochi metri di distanza dalla locazione originaria: il progetto, sempre affidato al De Angelis, donò al teatro una sala a ferro di cavallo e due ordini di palchi: la struttura era metallica, ornata da colonnine di ghisa in stile neoclassico. Nel 1898, a compimento dei lavori, gli interni del teatro vennero riccamente ornati con drappi, velluti e stucchi dorati, creando un'atmosfera elegante e raccolta. La produzione cambiò, portando l'opera lirica ed il balletto all'interno del Quirino.
Nel 1914, Marcello Piacentini cambiò volto al teatro, portando la linea estetica più vicina al futuro razionalismo architettonico. Venne aggiunto un terzo ordine di palchi (grazie all'abbassamento della platea) e costruito un tetto apribile. Piacentini, tuttavia, modificò sostanzialmente anche gli interni ma solo con un secondo intervento, nel 1954, dove lasciò inalterata la cubatura esterna dello stabile ricavandone però anche spazi per gli uffici dell'Ente Teatrale Italiano, che dal 1946 ne aveva preso la gestione diretta. I palchi vennero quasi tutti eliminati per lasciare posto a gradinate a sbalzo, aumentando al capienza totale del teatro a 990 posti: il teatro venne adeguato alle nuove normative per la sicurezza in materia di teatri e dotato di nuovi impianti scenici, di ventilazione e di riscaldamento. Inoltre, si costruì una pensilina ancora oggi esistente, tipica degli edifici per spettacolo. L'inaugurazione del teatro ristrutturato si ebbe il 13 ottobre 1955. Da luglio 2009 a giugno 2014 è stato diretto da Geppy Gleijeses. Dal 2015 la gestione passa alla società QUIRINO SRL, la direzione artistica di Guglielmo Ferro e  gestione amministrativa a Rosario Coppolino

## Eventi e rappresentazioni
Tra i Direttori d'orchestra più celebri dell'800 che hanno diretto al Teatro Quirino, si annovera il M° Antonino Palminteri, presente sul podio nel giugno del 1899, portando in scena Opere quali: I Lombardi di Giuseppe Verdi, Manon Lescaut, di Giacomo Puccini. Gli esiti delle rappresentazioni furono eccellenti e apprezzatissimi.